# 미할리스 카코야니스
미할리스 카코야니스(그리스어: Μιχάλης Κακογιάννης, 영어: Michael Cacoyannis 마이클 캐커이애니스[*], 1922년 6월 11일 ~ 2011년 7월 25일)는 그리스·키프로스의 영화 감독이다. 영화 《그리스인 조르바》를 통해 전 세계적으로 이름을 알렸으며, 《그리스인 조르바》 외에도 영화 《엘렉트라》와 《이피게네이아》가 아카데미 외국어 영화상 후보에 오르기도 했다.

## 작품 목록
- 《스텔라》(1955)
- 《검은 옷을 입은 소녀》(1956)
- 《엘렉트라》(1962)
- 《그리스인 조르바》(1964)
- 《트로이의 여인들》(1971)
- 《이피게네이아》(1977)
- 《스위트컨트리》(1987)
- 《벚꽃 동산》(1999)